# Gianluigi Gelmetti
Gianluigi Gelmetti (Roma, 11 de setembro de 1945 – 2021) foi um maestro e compositor italiano.
Ele estudou condução com Franco Ferrara, Sergiu Celibidache e Hans Swarowsky. Ele conduziu a primeira orquestra em Siena, aos dezesseis anos de idade.
Gelmetti serviu como Maestro Residente da Orquestra Sinfônica da Rádio de Stuttgart (1989 - 1998) e da Orquestra Filarmónica de Monte Carlo (1990 - 1992). Gelmetti tornou-se Maestro Chefe do Teatro da Ópera de Roma em 2001. Em julho de 2006 ele e a companhia anunciaram que ele concluiria seus trabalhos na Ópera em 2008. Gelmetti conduziu as premières da Sétima Sinfonia de Hans Werner Henze com a Filarmônica de Berlim em 1984 e da ópera Marilyn de Lorenzo Ferrero, no Teatro da Ópera de Roma em 1980.
Gelmetti fez sua primeira aparição como Maestro Convidado com a Orquestra Sinfônica de Sydney em 1994. Ele tornou-se Maestro Chefe e Diretor Artístico da orquestra em 2004, trabalhando até 2008. Ele continua conduzindo a Orquestra como convidado.
Em 11 de agosto de 2021, o Teatro da Ópera de Roma divulgou a morte do Gelmetti.